# Moll Flandersová

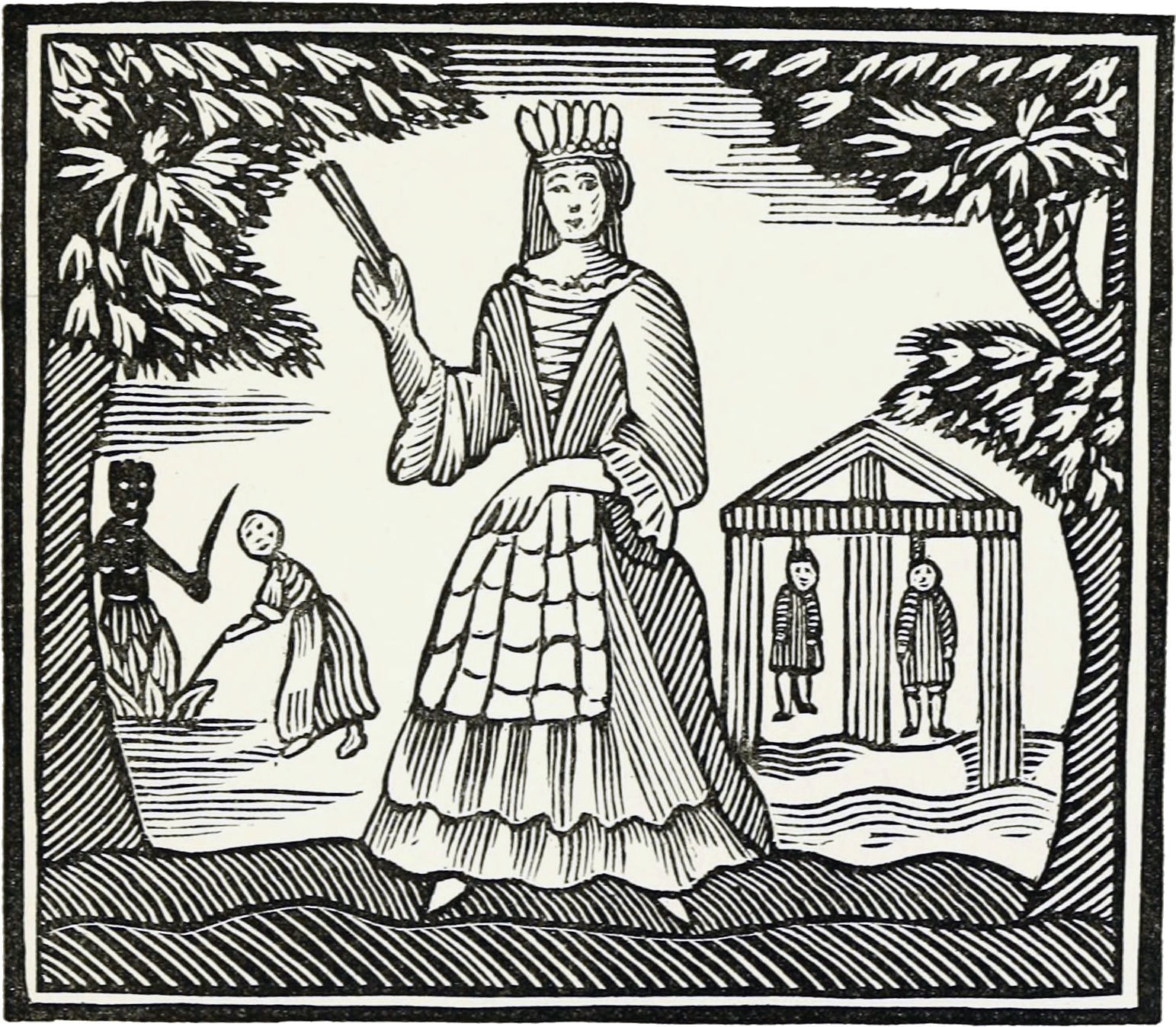
Moll Flandersová

Moll Flandersová (v originále The Fortunes and Misfortunes of the Famous Moll Flanders) je historický román Daniela Defoe z roku 1722.

## Filmová adaptace
- 1965 Milostná dobrodružství Moll Flandersové (org. The Amorous Adventures of Moll Flanders) je britské romantické, historické drama režiséra Terence Young. V hlavních rolích Kim Novak, Richard Johnson, Angela Lansburyová, Leo McKern a další. Některé scény byly natočeny v Castle Lodge, tudorovském domě v centru Ludlow v hrabství Shropshire v Anglii.[1]
- 1995 Moll Flandersová (org. Moll Flanders) je americko-irské drama britského režiséra Pena Denshama. V hlavních rolích Robin Wright, Morgan Freeman, Stockard Channing, John Lynch a další.[2]
- 1996 Moll Flandersová (org. The Fortunes and Misfortunes of Moll Flanders) je britské drama britského režiséra Davida Attwooda. V hlavních rolích Alex Kingston, Nicola Kingston, Daniel Craig, Tom Ward, Diana Rigg, Trevyn McDowell a další.[3]